# West Dowlish
West Dowlish var en civil parish fram till 1933 då den blev en del av Dowlish Wake, i grevskapet Somerset, i England. Civil parish var belägen 17 km från Taunton och hade 52 invånare år 1931.